# Fontaine de la foire
La fontaine de la foire (en italien : fontana della fiera), également connue sous le nom de « fontaine du Triton » est située dans la Ville basse de Bergame, en face du Palais de Justice.

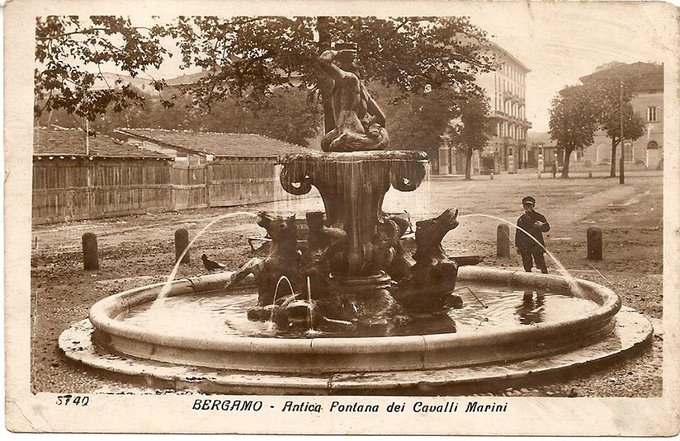
Ancienne fontaine des hippocampes.

## Histoire
L'histoire de la fontaine est liée à celle de l'ancienne foire de Sant'Alessandro, dont elle était à l'origine incluse au centre du complexe. La foire a été démolie au début du XXe siècle après que Marcello Piacentini a créé la nouvelle partie de la ville, appelée Centre Piacentini.

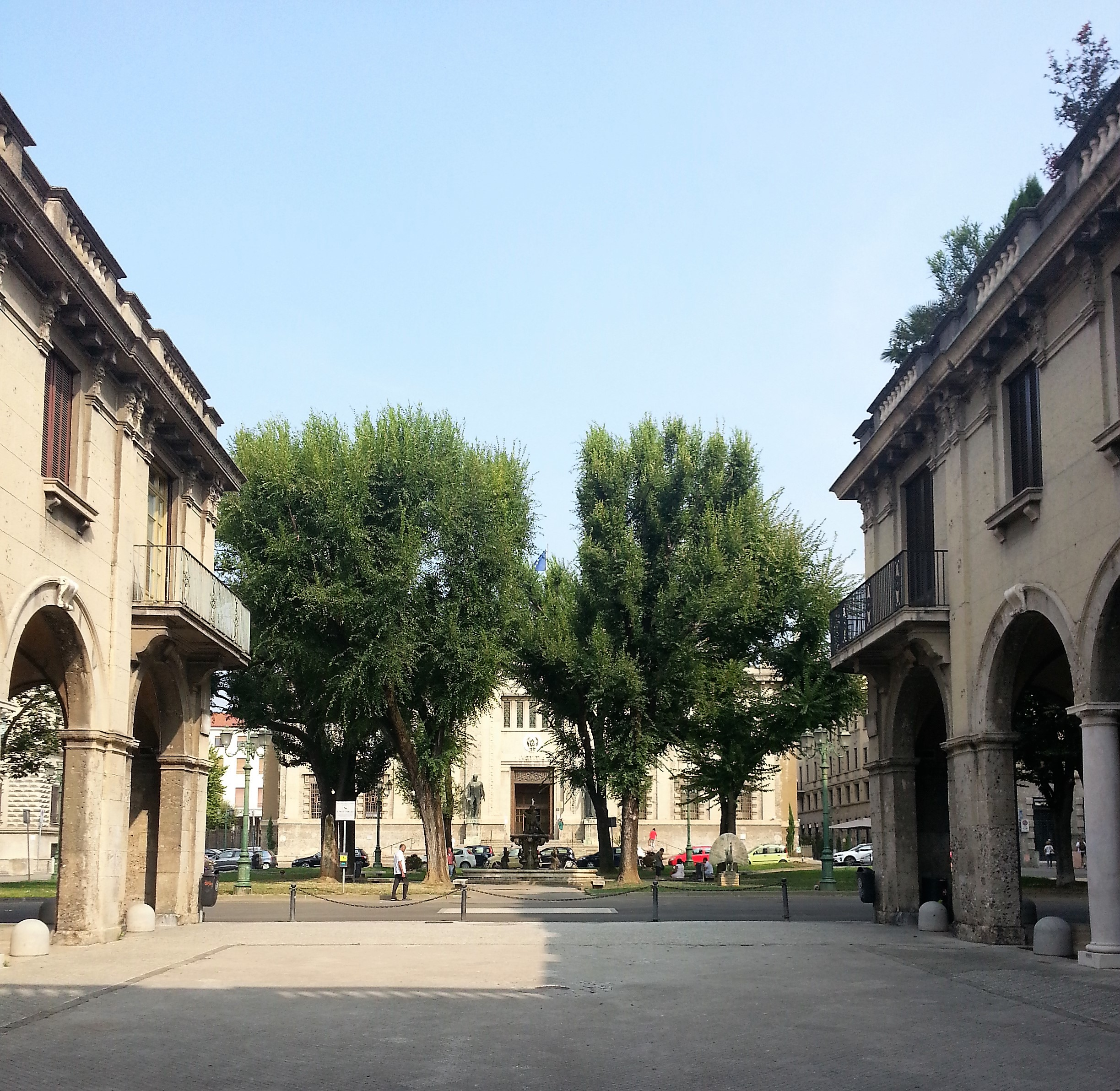
Détail du centre Piacentini avec le Palais de Justice, la fontaine du Triton et le Sentierone.

La foire d'Alexandrie, qui se tenait sur la prairie du même nom, était l'événement commercial le plus important de Bergame, et un groupe de cabanes en bois était construit chaque année au mois d'août. Les incendies causaient souvent de graves dommages, le plus documenté étant celui du 24 au 25 août 1591. L'administration municipale décide alors de construire un grand bâtiment en briques permettant d'offrir un meilleur abri contre les éléments et contre le feu. Entre 1730 et 1740, un nouveau bâtiment en pierre fut construit, qui pouvait contenir 740 magasins. Ce bâtiment avait une forme carrée et un espace central où était placée la fontaine, œuvre conçue par Giovan Battista Caniana et Antonio Callegari connue sous le nom de « Fontaine de la foire ».
Malgré la détérioration causée par le temps et les intempéries, ainsi que par certaines restaurations, la fontaine a conservé la forme harmonieuse qui la caractérisait, grâce également à la dernière restauration du XXe siècle par Giovanni Avogadri.
La fontaine a ensuite fait l'objet d'une importante restauration au début du troisième millénaire. En janvier 2020, les travaux de réaménagement du quartier ont débuté, laissant la fontaine au centre du projet. La fontaine a été à nouveau restaurée lors de la création de la nouvelle Piazza Dante, achevée en 2022, conservant sa centralité.

## Description
La fontaine est composée d'un grand bassin en marbre blanc, surélevé par une marche également en marbre. Le corps central est en pierre lombarde, et dans la partie inférieure deux chevaux sortant de l'eau, et deux chérubins chevauchant deux dauphins d'où jaillit l'eau. Le jet d'eau principal descend de la partie supérieure où Triton, dieu de la mer, placé dans un bassin plus petit, boit de la coquille torsadée l'eau qui jaillit ensuite vers le niveau inférieur. Le sujet rappelle celui, en plus modeste, de la fontaine du Triton à Rome, du Bernin.